# Noni Marcel
Noni Marcel (llatí: Nonius Marcellus) va ser un lexicògraf i gramàtic del llatí que va viure a Àfrica al segle iv. És un dels autors més vàlids de la literatura postaugustal i precristià.
Se li dona el renom de Tuburticensis, Tuburcicensis, Tuburgiceesis, Tiburticensis, Thiburticensis, o Tiburiensis, i prové origen de Tubursicum o Tubursica numidarum, a Numídia, on vers els segles iii i iv ja hi havia un bisbat cristià, paral·lel a l'administració romana.

## Obra
Tret d'una obra perduda del qual només es coneix el títol A doctrinis de peregrinando, la seva obra major és Nonii Marcelli Peripatetici Tuburticensis de Compendiosa Doctrini per Litteras ad Filium, del qual existeixen unes còpies amb títols inadequats de De Proprietate Sermeonis. És un dels tres lèxics de l'antiguitat clàssica conservats. L'obra es divideix en vint capítols. Els primers capítols tracten qüestions de la significació i de les propietats de les paraules, els últims huit capítols tracten la lexicografia. L'obra és una font important de fragments d'obres perdudes d'altres escriptors, com que utilitza moltes citacions per a explicar les paraules i la seva gramàtica. Joan Ramon Ferrer el cita al segle xv com a exemple d'un escriptor molt més «elegant» en comparar-lo amb lexicògrafs i gramàtics del llatí medieval.
- I. «De Proprietate Sermonum», glossari de noms obsolets
- II. «De Honestis et Nove Veterum Dictis», paraules d'autors llatins en ordre alfabètic
- III. «De Indiscretis Generibus», paraules en ordre alfabètic usades amb variacions segons els autors
- IV. «De vera Significatione Verborum», sobre el significat veritable de les paraules
- V. «De Differentiis Verborum», sinònims
- VI. «De Impropriis», paraules usades en sentit figurat
- VII. «De Contrariis Generibus Verborum», sobre el gènere contrari de les paraules
- VIII. «De Mutata Declinatione», sobre la declinació dels substantius
- IX. «De Generibus et Casibus», sobre els gèneres i els casos
- X. «De Mutatis Conjugationibus», sobre els canvis de la conjugació
- XI. «De Indiscretis Adverbiis», sobre els adverbis
- XII. «De Doctorum Indagine»,, dels anteriors i notícies curioses
- XIII «De Genere Navigiorum», sobre la navegació i les naus
- XIV. «De Genere Vestimentorum», sobre els vestits
- XV.«De Genere Vasorum vel Poculorium» sobre els vasos i cassons
- XVI. «De Genere vel Colore Vestimentorum» sobre els colors dels vestits
- XVII. «De Genere Ciborum vel Pomorum», sobre els aliments i les fruites
- XVIII. «De Genere Armorum», sobre les armes
- XIX. «De Propinquitate», sobre les termes de parentiu.